# Verchov'e
Verchov'e (in russo Верховье?) è un insediamento di tipo urbano della Russia europea sudoccidentale, situato nell'oblast' di Orël; è il centro amministrativo del rajon Verchovskij.
Si trova 92 km a est di Orël.